# Віллі Бурместер
Віллі Бурместер (повне ім'я Карл Адольф Вільгельм Бурместер, нім. Carl Adolph Wilhelm Burmester, 16 березня 1869, Гамбург — 16 січня 1933, Гамбург) — німецький скрипаль.
Син скрипаля. Навчався музиці у свого батька, а потім в 1882—1885 роках в Берлінській королівської вищій школі музики у Йозефа Йоахіма.
З 1886 року почав гастролювати. У 1888 році був представлений Петру Чайковському під час поїздки останнього в Гамбург, отримав від нього низку рекомендацій, завдяки яким, зокрема, влітку того ж року брав участь у літній концертній програмі Павловського вокзалу під керівництвом Юліуса Лаубе і потім ще кілька разів повертався в Росію з літніми концертами. У 1889 році взяв серію уроків в Гамбурзі у Ганса фон Бюлова. У 1890—1891 роках концертмейстер Оркестру Зондерсхаузен, потім працював в Веймарі, в 1892—1896 роках був концертмейстером Гельсінгфорсського оркестрового товариства під керівництвом Роберта Каянуса, пізніше працював в Дармштадті і нарешті влаштувався в Берліні.
Був надзвичайно затребуваний як соліст-віртуоз, отримавши особливе визнання як виконавець творів Ніколо Паганіні; фірмовим твором Бурместер був також одночастинний концерт Генріха Вільгельма Ернста. Виступав і в сучасному репертуарі, хоча найгучніша прем'єра з його участю не відбулася (Бурместер мав був стати першим виконавцем присвяченого йому і який створювався в епістолярному контакті з ним концерту для скрипки з оркестром Яна Сібеліуса, однак цього не сталося через його занадто щільний концертний розклад; в результаті Бурместер образився на композитора, який передав прем'єру Карлу Халіру, і поклявся ніколи не виконувати цей концерт, а Сібеліус змушений був змінити посвяту на Ференца Вечей). Зате Бурместеру присвячені Чотири сонати для скрипки соло Макса Регера (1900). Вважався екстраординарно обдарованим технічно, але не дуже вдумливим і артистичним музикантом.
Віллі Бурместер склав кілька камерних п'єс, з яких найбільш істотна Серенада для струнного квартету і контрабаса. Переклав для скрипки і фортепіано кілька творів Марена Маре, Йоганна Себастьяна Баха, Георга Фрідріха Генделя, а також новіших авторів. Опублікував також мемуари «П'ятдесят років з життя артиста» (нім. Fünfzig Jahre Künstlerleben; 1926).